# NGC 7484
NGC 7484 في الفهرس العام الجديد، هي مجرة، تقع في كوكبة معمل النحات. اكتشفت في 30 أغسطس 1834 بواسطة جون هيرشل.

## روابط خارجية
- NGC 7484 على موقع ويكي سكاي: DSS2, SDSS, GALEX, IRAS, Hydrogen α, X-Ray, Astrophoto, Sky Map, Articles and images